# Minigolf Club Sopot

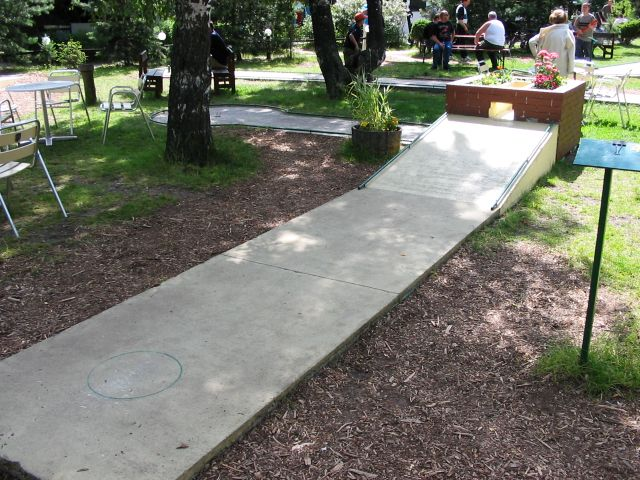
Stanowisko na polu do minigolfa

Minigolf Club Sopot – minigolfowy klub sportowy. Sopocki Minigolf Club Sopot powstał w 2004 roku. Zrzesza ludzi z Trójmiasta i okolic grających w minigolfa. Pierwszym prezesem został Michał Górski, który znany jest z popularyzacji tej dyscypliny sportu. Obecnie klub zyskał osobowość prawną i jest pierwszym zarejestrowanym w Polsce klubem minigolfa.
Zawodnicy MCS trenują na polu mieszczącym się w SOPOCIE przy ul. Hestii 5–7. Jest to również adres klubu.
Minigolf Club Sopot od kwietnia 2006 roku jest członkiem Światowej i Europejskiej Federacji Minigolfa. Stan ten jest przejściowy, gdyż obie federacje zrzeszają tylko krajowe związki. W Polsce nie ma takiej instytucji, jednak zgodnie ze światowym regulaminem można w ramach wyjątku przyjąć w poczet członków klub minigolfa. Minigolf Club Sopot został warunkowo (czasowo) przyjęty do tych instytucji, jednak dalsze pozostawanie tam uwarunkowane jest stworzeniem polskiego związku minigolfa, które do tej pory jest jedynie w planach.
Pierwszym występem Polski na arenie międzynarodowej był udział w 2006 roku pierwszej reprezentacji Polski, w składzie Paweł Larus, Radosław Jakubowski, Radosław Dunajski i Michał Górski, w Pucharze Narodów w Holandii.
W debiucie na międzynarodowej arenie wyprzedzili oni doświadczoną reprezentację Anglii, plasując się ostatecznie na 11 miejscu.
W 2008 roku klubowicze uczestniczyli w turniejach międzynarodowych:
- Pomerania Cup – Ueckermunde
- Mistrzostwa Świata Juniorów – Budapeszt
- Mistrzostwa Europy – Tampere